# Kiri (Mai-Ndombe)
Pour les articles homonymes, voir Kiri.
Kiri est une localité, chef-lieu de territoire de la province du Mai-Ndombe en république démocratique du Congo.

## Géographie
Située sur la rive gauche de la Lutoy, elle est desservie par la route RP213 au nord-est du chef-lieu provincial Inongo.

## Histoire
La localité est érigée en cité en février 1982.

## Administration
Chef-lieu de territoire de 9 812 électeurs enrôlés pour les élections de 2018, la localité a le statut de commune rurale de moins de 80 000 électeurs, elle aura 7 conseillers municipaux.
En Decembre 2023, à la suite d'un vote à main levée, Waifoo Mobutu Mbappé VI a été élu en tant que leader suprême de Kiri. Il siège au parlement Kirien situé Coubeh Tire Shop.

## Population
Le recensement de la population date de 1984,.
| 1984 | 2004   | 2012   |
| ---- | ------ | ------ |
| -    | 12 148 | 14 612 |